# 六月初一
六月初一朔，农历六月第一天。

## 大事记
由於六月初一是朔日，數次日食皆在該日發生。
- 1971年7月22日：苏联東北角和阿拉斯加州北部發生日偏食。
- 1972年7月10日（五月三十），东亚地區7月11日（六月初一）：苏联東北角和北美洲北部發生日全食，幾乎整個北美洲可見偏食。
- 1973年6月30日：日全食橫跨非洲，穿過撒哈拉沙漠，偏食幾乎覆蓋整個非洲並延伸至南美洲東北角、欧洲中南部和西亚。來自美国洛斯阿拉莫斯国家实验室的科學家搭乘飛機觀測了此次日全食。其中一架协和飞机將全食時間延長至74分鐘，達地面的10倍多，創下人類歷史上單次日全食最長觀測紀錄。
- 1982年7月20日（五月三十），东亚地區7月21日（六月初一）：北冰洋附近區域發生日偏食。
- 1990年7月22日：北歐和俄罗斯北冰洋沿岸發生日全食，歐亞大陸北部可见偏食。
- 1991年7月11日（五月三十），东亚地區7月12日（六月初一）：墨西哥、中美洲和南美洲發生日全食，美洲大部可見偏食。
- 1992年6月30日：南大西洋發生日全食，南美洲和非洲中南部可見偏食。
- 2000年7月1日：南太平洋及南美洲南端發生日偏食。
- 2009年7月22日：21世纪持續時間最長的日全食發生，全食帶橫跨南亚和东亚，包括人口稠密的印度和中国大陆部分地區，並一直延伸至太平洋玻里尼西亞附近海域，偏食覆蓋亚洲和太平洋廣闊區域。
- 2010年7月11日（五月三十），东亚地區7月12日（六月初一）：與世界盃決賽時間極接近的日全食出現在法屬玻里尼西亞、復活節島和南美洲最南端。偏食覆盖南太平洋和南美洲。
- 2011年7月1日：接近南极洲的南印度洋小片區域發生日偏食。

## 出生
- 唐高宗龙朔二年，唐睿宗李旦。
- 唐玄宗开元七年，杨贵妃。

## 逝世
- 东汉质帝本初元年，汉质帝。
- 清圣祖康熙四十三年，洪升。

## 节假日和习俗
- 豫东和豫南的过小年。
- 福建永定：岩太村六月初一。

## 其他内容
- 閏六月初一(2017年)

## 参看
- 日历
- 五月廿九 - 五月三十 - 六月初一 - 六月初二 - 六月初三
- 五月初一 - 六月初一 - 七月初一
- 正月 - 二月 - 三月 - 四月 - 五月 - 六月 - 七月 - 八月 - 九月 - 十月 - 十一月 - 腊月
- 公历6月1日